# Chiaro di luna all'Avana
Chiaro di luna all'Avana (Moonlight in Havana) è un film del 1942 diretto da Anthony Mann.